# Lisa Gasteen
Lisa Gasteen (Brisbane, 1957) é uma aclamada cantora australiana, especializada em trabalhos do compositor alemão Richard Wagner.
Lisa Gasteen é admirada na indústria, devido principalmente à emoção que representa para os personagens que interpreta.

## Carreira
Nascida em Brisbane, Lisa Gasteen estudou no Conservatório de Música de Queensland, onde foi aluna de Margaret Nickson. Em 1982 ela ganhou as finais regionais australianas das audições do Metropolitan Opera e em 1984 recebeu a bolsa Covent Garden. No mesmo ano ela cantou na Gala do 60º Aniversário da Rainha na Royal Opera House.
Ela fez sua estreia na ópera em 1985 com a Lyric Opera of Queensland (agora Opera Queensland) como a Alta Sacerdotisa (Aida), seguida por Desdemona (Otello). Ela tem sido uma artista convidada regular da Opera Australia e seus muitos papéis na companhia incluem Miss Jessel (A Volta do Parafuso), Madame Lidoine (Diálogos das Carmelitas), Ortlinde (Die Walküre), Leonora (Il trovatore, La forza del destino e Fidelio), Elsa (Lohengrin), Donna Elvira e Donna Anna (Don Giovanni), Aida, Elisabetta (Don Carlos), Elisabeth (Tannhäuser) e Amelia (Un ballo in maschera). Para a Victoria State Opera cantou Elisabetta, Elisabeth, Desdemona, Aida e Leonora (Il trovatore).
Depois de vencer o Cardiff Singer of the World Competition de 1991, Lisa Gasteen foi convidada para cantar Donna Anna em Praga com Sir Charles Mackerras, seguida por sua estreia britânica em 1992 como Leonora na nova produção da Ópera Escocesa de Il trovatore. Posteriormente, foi convidada a actuar na Europa e nos Estados Unidos com companhias como a Welsh National Opera, Deutsche Oper Berlin, Staatsoper Berlin, Scottish Opera e com as companhias de ópera de Estrasburgo, Estugarda, Zurique, Dallas e Washington. Ela fez sua estreia no Metropolitan Opera de Nova York em 1997 como Aida. Ela também atuou nessas casas como Leonora (Il trovatore, com Rizzi), La forza del destino, Fidelio, Amelia (Un ballo in maschera), Madeleine de Coigny (Andrea Chénier), Aida (com Zubin Mehta), Tosca, Ariadne (Ariadne auf Naxos) e Crisótemis (Elektra). Ela fez sua estreia como Die Kaiserin (Die Frau ohne Schatten) sob Simone Young no Festival Internacional de Artes de Melbourne de 1996.
Nas temporadas recentes, Lisa Gasteen retornou à Staatsoper Berlin para interpretar Chrysothemis, Brünnhilde (Siegfried) em Stuttgart, Leonora (Fidelio), sua estreia como Isolde (Tristan und Isolde) para a Opera Australia, pela qual recebeu um Helpmann. Prêmio, Brünnhilde no Festival de Meiningen em seu primeiro Ciclo do Anel completo, tornando-a a primeira Brünnhilde da Austrália em cerca de sessenta anos, sua estreia na Royal Opera House, Covent Garden como Isolda sob Bernard Haitink, Chrysothemis na Staatsoper Berlin e outras apresentações de Brünnhilde (Siegfried) em Estugarda.
Os compromissos em 2003 incluíram três estreias em papéis principais - Marta (Tiefland) com a Filarmónica de Viena, os papéis principais em Elektra na Royal Opera House e Salomé na Opera Australia, bem como Ariadne auf Naxos com a Staatsoper/Berlin. Em 2004, ela fez sua estreia como Senta em The Flying Dutchman com a Opera Australia, interpretou Sieglinde (Die Walküre) no Metropolitan Opera, Elektra em concerto com a Orquestra de Cleveland, Isolde na nova produção da Ópera de Stuttgart de Tristan und Isolde e Brünnhilde em A nova produção do Anel da Ópera Estatal da Austrália do Sul sob Asher Fisch, pela qual ela recebeu outro Prêmio Helpmann. Os compromissos de 2005 incluíram Brünnhilde no Ring Cycle para a Vienna Staatsoper (fazendo sua estreia na casa) sob Simone Young e para a Royal Opera House na nova produção da companhia sob Antonio Pappano, bem como Isolde para Opéra Bastille Paris. Na Austrália, ela cantou Isolde no Queensland Music Festival e foi homenageada com um terceiro Prêmio Helpmann por esta apresentação. 2006 incluiu um retorno à Royal Opera House para apresentar Brünnhilde e Elektra no Tanglewood Festival.
Mais recentemente, estreou-se como Faeberin em Die Frau ohne Schatten em Hamburgo, interpretou Fidelio em Sevilha, Brünnhilde/Die Walküre no Metropolitan Opera e na Royal Opera House. Os compromissos futuros incluem um retorno a Hamburgo para Faeberin e Brünnhilde/Walküre, novas apresentações de Brünnhilde na Metropolitan Opera, concertos com as Orquestras Sinfônicas da Tasmânia, Austrália Ocidental, Adelaide e Melbourne.
O repertório de concertos de Lisa Gasteen inclui Stabat Mater de Rossini, Elijah de Mendelssohn, Missa Glagolítica de Janáček, Nona Sinfonia de Beethoven e Requiem de Verdi com orquestras incluindo as Orquestras Sinfônicas de Sydney, Tasmânia, Queensland e Melbourne, a Orquestra Sinfônica da Nova Zelândia, BBC Welsh Symphony, em Budapeste, Gotemburgo , na Catedral de Durham, com a Orquestra Filarmônica da Flórida sob a direção de James Judd como Leonore em Fidelio, e para o Festival Internacional de Melbourne, Festival de Sydney e Festival de Bergen.

Lisa Gasteen recebeu a bolsa Bayreuth de 1999 da Opera Foundation. Em 2002, ela recebeu o prêmio Individual Performer da Myer Foundation e em 2004 foi a vencedora da categoria artes da série Smart 100 da Bulletin Magazine.